# Elphos sinensis
Elphos sinensis är en fjärilsart som beskrevs av Eugen Wehrli 1935. Elphos sinensis ingår i släktet Elphos och familjen mätare. Inga underarter finns listade i Catalogue of Life.